# Raymond Lindon
Pour les articles homonymes, voir Lindon.
Raymond Lindon, né le 26 décembre 1901 à Boulogne-Billancourt et mort le 25 janvier 1992 à Paris 16e, est un magistrat et homme politique français.
Il est premier avocat général à la Cour de Cassation et maire d'Étretat de 1929 à 1959.

## Biographie

### Famille
Raymond Lindon est l'un des cinq fils d'Alfred Lindon et de Fernande Citroën (1874-1963), sœur aînée d'André Citroën.
De son union, en 1924, avec Thérèse Baur (1902-1995), il a quatre enfants :
- Jérôme Lindon (1925-2001), patron des éditions de Minuit ;
- Denis Lindon (1927), fondateur d'une société d'étude qui allait devenir la Sofres, Professeur de marketing à HEC et coauteur du Mercator ;
- Laurent Lindon (1930-2003), industriel, père de Vincent Lindon ;
- Hélène Lindon.

### Carrière judiciaire

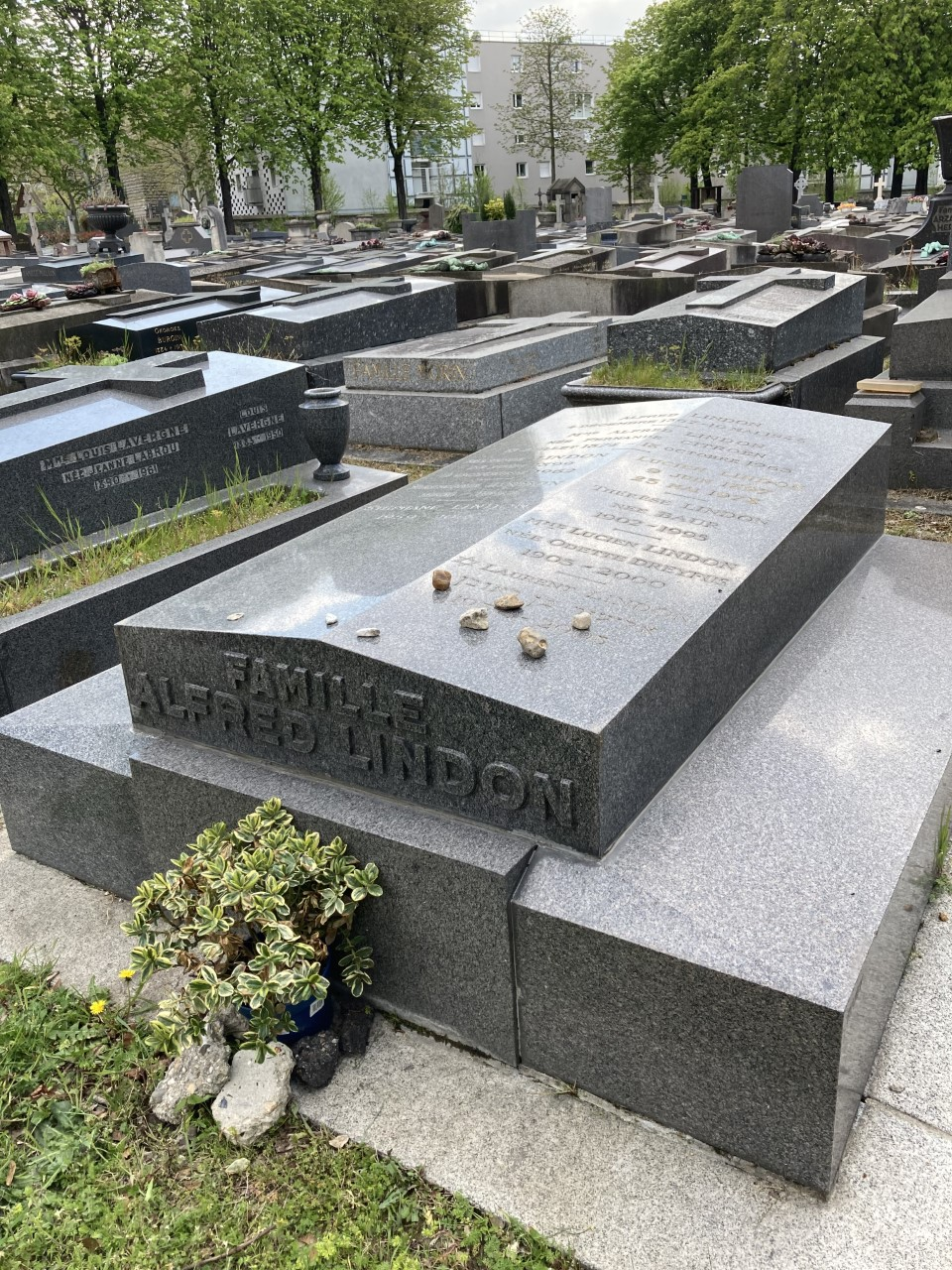
Tombe de Raymond Lindon au cimetière des Batignolles (division 26).

Raymond Lindon « est une grande figure judiciaire du XXe siècle : avocat au barreau de Paris et Secrétaire de la Conférence de stage, il a été radié du barreau en 1942 en application du statut des juifs. Il était alors maire d’Étretat et conseiller général. Il a intégré la magistrature à la libération où il a effectué toute sa carrière au parquet, jusqu’au poste de premier avocat général à la Cour de cassation ».

### Autres activités
Raymond Lindon est membre de l'Alliance israélite universelle et procureur dans les procès qui suivent la Libération de la France, après la défaite du Troisième Reich. Il requiert notamment la peine de mort contre Jean Luchaire et Henri Béraud.
Il est maire (radical-socialiste) d'Étretat (Seine-Maritime), conseiller général du canton de Montivilliers, et, sous le pseudonyme de Valère Catogan (c'est une anagramme d'« avocat général »), auteur de l'essai-pastiche : Le Secret des rois de France ou la véritable identité d'Arsène Lupin (1949).
Il est aussi l'auteur d'un recueil d'anecdotes judiciaires : Quand la justice s'en mêle (éd.Robert Laffont 1965).
Il est l'ancien vice-président de l'association KKL France.

## Distinctions
Raymond Lindon est promu au grade de commandeur dans l'ordre national de la Légion d'honneur.